# Xanthorhoe subobscurata
Xanthorhoe subobscurata là một loài bướm đêm trong họ Geometridae.